# Borojevići (Stolac)
Pour les articles homonymes, voir Borojevići.
Borojevići (en cyrillique : Боројевићи) est un village de Bosnie-Herzégovine. Il est situé dans la municipalité de Stolac, dans le canton d'Herzégovine-Neretva et dans la fédération de Bosnie-et-Herzégovine. Selon les premiers résultats du recensement bosnien de 2013, il compte 603 habitants.

## Histoire
Sur le territoire du village se trouve la grotte de Badanj, un site remontant au Paléolithique, dont les peintures rupestres et les roches gravées sont datées entre -16 000 et -12 000 av. J.C. ; la grotte est inscrite sur la liste des monuments nationaux de Bosnie-Herzégovine.

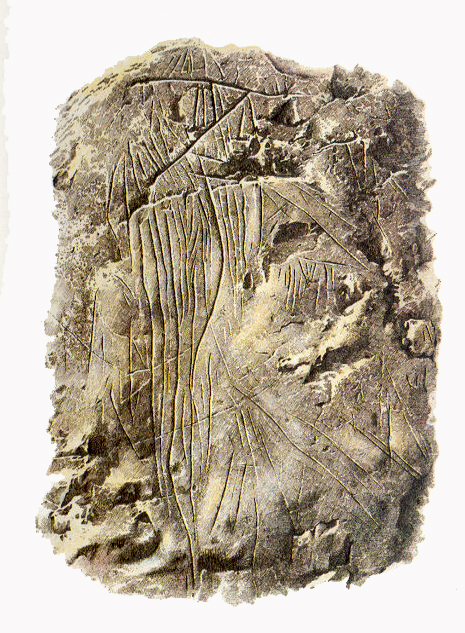
Roche gravée dans la grotte de Badanj

## Démographie

### Évolution historique de la population dans la localité
| 1948 | 1953 | 1961 | 1971 | 1981 | 1991 | 2013 |
| ---- | ---- | ---- | ---- | ---- | ---- | ---- |
| -    | -    | 685  | 785  | 736  | 717  | 603  |

|  |